# Johannes Rohner
Johannes Rohner (* 11. Mai 1810 in Wolfhalden; † 23. Juli 1857 in Evansville; Heiden) war ein Schweizer Druckereibetreiber, Verleger und Herausgeber aus dem Kanton Appenzell Ausserrhoden.

## Leben
Johannes Rohner war ein Sohn von Johannes Rohner, Söldner und Sklave, später Bauer, und Elisabeth Züst. Nach einer Ausbildung zum Bäcker, Müller und Tätigkeit als Modelstecher arbeitete Rohner im Druckerei- und Verlagswesen. Im Jahr 1835 heiratete er Wibertha Tobler, Tochter von Sebastian Tobler, Bauer. 
Von 1835 bis 1836 betrieb Rohner eine Druckerei in Heiden und von 1836 bis 1846 eine in Altstätten. Er war von 1835 bis 1836 Redaktor der Zeitschrift Der Hochwächter am Säntis, von 1836 bis 1838 Herausgeber des Monatsblatts für Heiden, 1836 des Neuen Appenzeller Kalenders, zu dem er die Holzschnitte selbst stach, und ab 1836 des Boten im Rheintal.
Während der Verfassungsbewegung in Appenzell Ausserrhoden veröffentlichte Rohner Flugschriften zu politischen Themen. Mangels Erfolg seiner Unternehmungen wanderte er mit seiner Familie und seiner Schwägerin 1846 in die Vereinigten Staaten aus, wo er als Buchdrucker und Verleger tätig war und sich zunächst in New Orleans, später in Louisville und 1850 in Evansville niederliess. Dort gab er die radikal-demokratischen Blätter Bote am Ohio und ab 1850 Evansville Volksbote heraus.